# Ferrovia Tirrenica Meridionale
La ferrovia Tirrenica Meridionale è il più importante collegamento ferroviario nord-sud tra la Sicilia, la Calabria e il resto della Penisola. Il suo itinerario costituisce la sezione meridionale del Corridoio scandinavo-mediterraneo della Rete trans-europea TEN-T. La sua parte meridionale, tra Rosarno e San Lucido è utilizzata anche come itinerario merci RFI tra il Porto di Gioia Tauro e la dorsale adriatica.
La linea, che fa parte della dorsale tirrenica Napoli-Salerno-Battipaglia-Villa San Giovanni, è caratterizzata da un tracciato in buona parte vicino alla costa ed è percorribile da tutte le categorie di treni italiani.

## Storia
| Data d'inaugurazione | Tratta                                          |
| -------------------- | ----------------------------------------------- |
| 4 giugno 1883        | 01. Battipaglia-Agropoli                        |
| 19 maggio 1884       | 15. Villa San Giovanni-Reggio Calabria          |
| 28 dicembre 1885     | 14. Scilla-Villa San Giovanni                   |
| 26 aprile 1886       | 13. Bagnara-Scilla                              |
| 4 maggio 1887        | 02. Agropoli-Vallo della Lucania                |
| 31 dicembre 1888     | 12. Palmi-Bagnara                               |
| 3 febbraio 1889      | 11. Gioia Tauro (provv.)-Palmi                  |
| 30 giugno 1889       | 03. Vallo della Lucania-Pisciotta               |
| 27 novembre 1890     | 10. Gioia Tauro (provv.)-Gioia Tauro (definit.) |
| 21 dicembre 1891     | 09. Nicotera-Gioia Tauro                        |
| 1 gennaio 1893       | 08. Ricadi-Nicotera                             |
| 6 giugno 1894        | 07. Pizzo-Ricadi                                |
| 30 luglio 1894       | 04. Pisciotta-Praja                             |
| 15 novembre 1894     | 06. Gizzeria Lido-Pizzo                         |
| 31 luglio 1895       | 05. Praja-Gizzeria Lido                         |

### Dalla ideazione al completamento della ferrovia (1861-1895)
La ferrovia Battipaglia-Reggio Calabria che, a causa della difficile orografia delle regioni attraversate, comportava per lunghi tratti viadotti e gallerie impegnativi come quelli delle linee liguri venne costruita, tra il 1883 e il 1895, a semplice binario ed esercita con trazione a vapore dopo che erano già attivi i collegamenti ferroviari verso il sud via Metaponto e Ferrovia Jonica (collegando Reggio Calabria tramite Potenza a Roma e Milano e anche tramite la Ferrovia Adriatica da Taranto). Nel 1866 infatti la Società Vittorio Emanuele, che con la legge di riorganizzazione delle ferrovie del 1865 aveva ottenuta la concessione per le ferrovie calabro-sicule aveva iniziato, da Reggio Calabria e da Taranto, i lavori per la costruzione della Ferrovia Jonica, che si erano conclusi nel 1875, data in cui i due tronchi vennero saldati a Crotone. Tale completamento permetteva di andare da Napoli a Reggio Calabria in ferrovia, ma con un percorso molto lungo; da Battipaglia occorreva raggiungere Metaponto (via Potenza) e di lì invertire il senso di marcia tornando indietro lungo la costa e percorrendo tutte le tratte della linea Jonica di Basilicata e Calabria. A parte la deviazione verso est la linea era molto più lunga anche in conseguenza del fatto che la linea seguiva quasi pedissequamente la conformazione costiera jonica della Calabria, più lunga rispetto a quella tirrenica. Anche per questo motivo, la costruzione del più breve collegamento Tirrenico era stata richiesta da più parti. Già nel 1861 il ministro Peruzzi aveva proposto il collegamento, di grande utilità per Calabria e Sicilia e, nel 1870, la Camera del Regno aveva autorizzato il governo affinché procedesse alla sua costruzione. Gli studi vennero condotti dall'ingegnere Giordano per un itinerario da Eboli attraverso il Cilento e Vallo della Lucania fino a Sapri e Maratea e dall'ingegnere Gargiulo per un itinerario interno, più breve, attraverso il Vallo di Diano e la valle del Noce fino a Castrocucco. La scelta non fu facile e si ebbero accesi scontri in Parlamento tra le deputazioni lucana e campana fino a che nel 1879 con la Legge Baccarini non vennero recepite salomonicamente tutte e due. Data la riconosciuta importanza vennero ambedue inserite nella Tabella "A" tra le ferrovie da costruire a totale carico dello Stato.
L'utilizzo della ferrovia per il trasporto degli agrumi, in quegli anni, iniziava ad intensificarsi dato che la tariffa speciale sui trasporti aveva ridato fiato al commercio degli agrumi. Si erano stipulati anche nuovi accordi con Francia, Austria-Ungheria e Svizzera e il traffico agrumario iniziava a spostarsi dall'America verso il centro-Europa passando così dal trasporto marittimo a quello con treni merci.

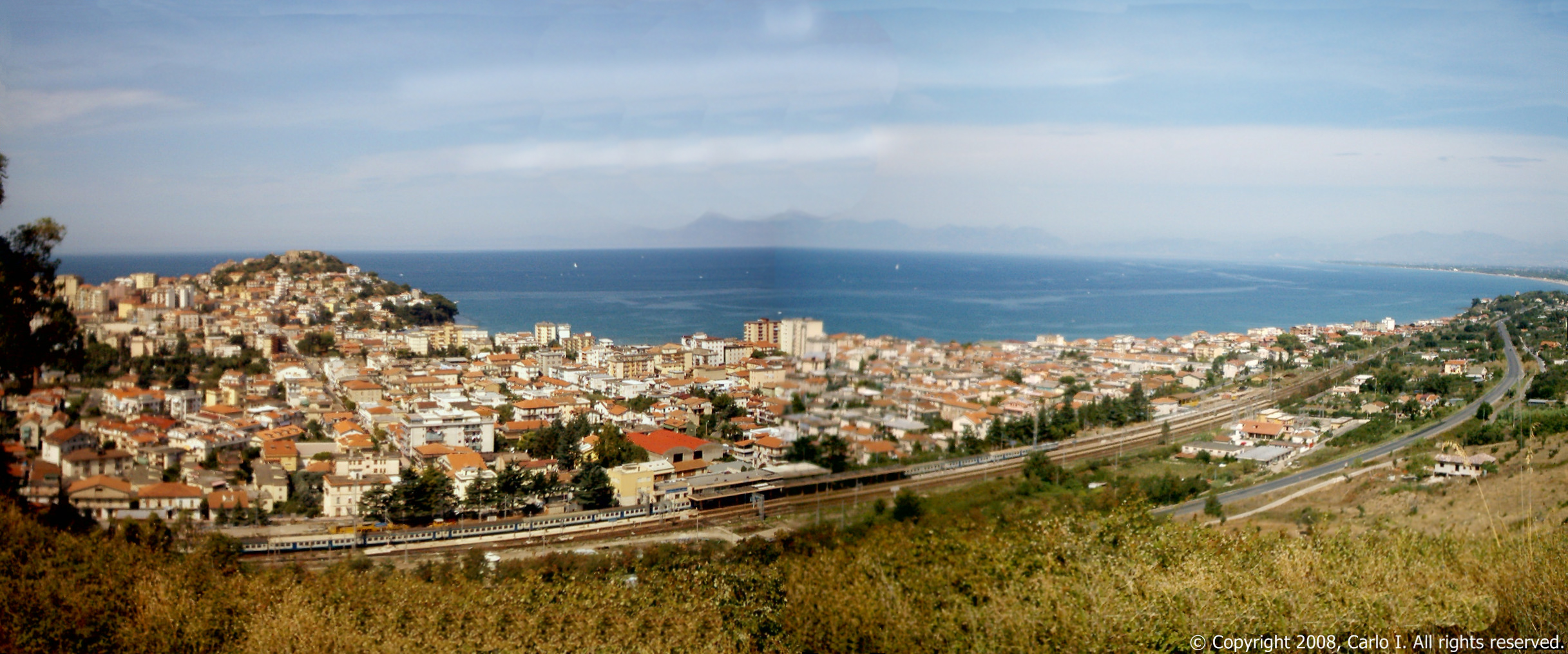
Veduta panoramica della ferrovia Tirrenica meridionale in corrispondenza della stazione di Agropoli-Castellabate

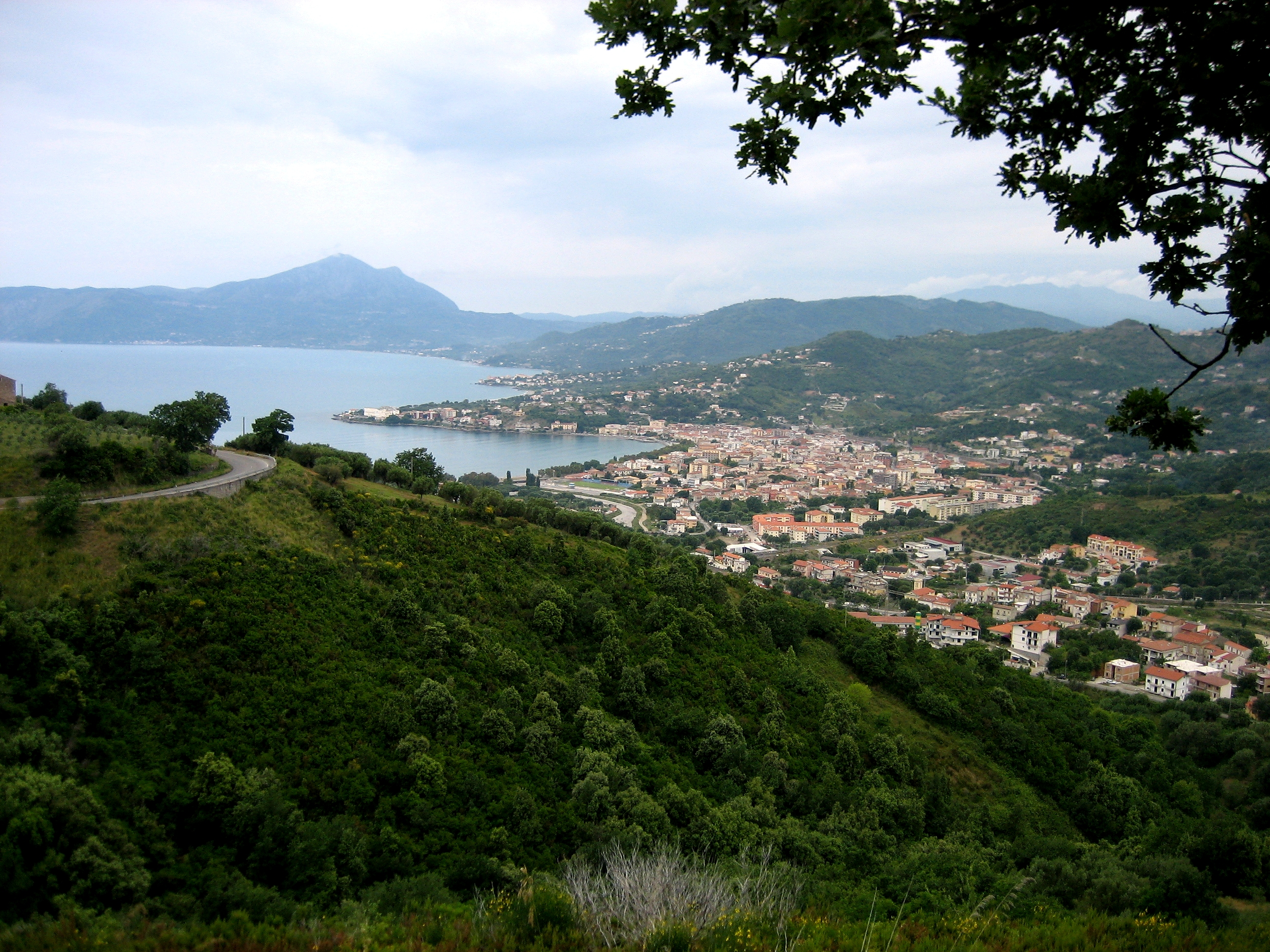
Veduta panoramica di Sapri; a mezzacosta è visibile il tracciato ferroviario che dopo un'ampia curva giunge alla stazione, sullo sfondo a destra

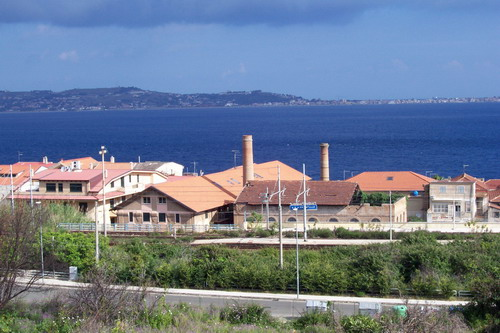
La ferrovia Tirrenica nel tratto di attraversamento dell'abitato di Cannitello, sullo Stretto di Messina

Il completamento della linea ferroviaria Battipaglia-Reggio Calabria avrebbe reso i trasporti ferroviari più rapidi e quindi più convenienti; tuttavia il fallimento della Società Vittorio Emanuele nel 1872 e l'incarico, dato dal governo, alla Società per le Strade Ferrate del Mediterraneo di completare la rete calabra, non permise un celere avvio dei lavori progettati. Si dovette attendere la riorganizzazione delle ferrovie con la legge e le convenzioni del 1885 che affidarono la rete alla suddetta società perché si riavviassero speditamente i progetti. Tra il 1883 e il 1887 erano state attivate infatti solo le tratte Battipaglia-Agropoli-Vallo della Lucania di 50 km e Reggio Calabria - Bagnara di 29 km. Nel frattempo iniziava anche la costruzione delle tratte dell'itinerario via Vallo di Diano, ma molto a rilento, giungendo a completare il tratto tra Sicignano degli Alburni e Lagonegro solo nel 1892 ma non proseguendo più oltre.
Nel 1887 venne completato il tracciato della ferrovia nel tratto tra Nicotera e Gioia Tauro e nel 1888 fu congiunto a Bagnara, ma solo nel 1894 Nicotera fu congiunta con Pizzo e Sant'Eufemia Marina, dal 1968 rinominata Lamezia Terme.
Nel 1895, dopo 20 anni di lavori, la ferrovia Battipaglia - Paola - Reggio Calabria veniva interamente completata. Erano stati eseguiti lavori molto impegnativi, con lo scavo di numerose e lunghe gallerie tra Agropoli e Scalea e tra Palmi e Villa San Giovanni e, soprattutto nelle parti centrali, anche di viadotti impegnativi allo scopo di contenere le pendenze altrimenti troppo penalizzanti. Solo tra Agropoli e Vallo della Lucania venne previsto il rinforzo in doppia trazione e con spinta in coda.

### L'importanza della ferrovia per il territorio
La linea tirrenica si dimostrò subito il mezzo di trasporto più celere e più economico e in continuo e costante aumento di traffico merci e viaggiatori. Veniva incrementata la potenzialità di trasporto rispetto ai tradizionali collegamenti via mare con i "vaporetti" che effettuavano il cabotaggio tra i piccoli porti della regione calabra e quelli di Salerno e Napoli e a quelli con le diligenze per il trasporto dei viaggiatori e con i lentissimi carriaggi a trazione animale.
Nacquero al seguito della ferrovia nuovi posti di lavoro, nuovi centri di sviluppo economico come Paola, Sant'Eufemia-Lamezia, che saranno i punti di origine delle linee trasversali in progetto per Catanzaro e per Cosenza e in seguito anche Gioia Tauro con la costruzione delle trasversali Calabro Lucane. Nacquero iniziative turistiche per zone come le Terme Luigiane di Acquappesa per le quali fu creata la fermata di Guardia Piemontese, alberghi a Paola e a Sapri, furono costruiti scali merci, stazioni, rimesse e depositi locomotive a Sapri, Paola, Sant'Eufemia e officine per le riparazioni a Paola. Non venne invece realizzato, pur essendo previsto dalla Legge Baccarini del 1879, l'utile collegamento tra Cosenza e Nocera Terinese che avrebbe collegato i due mari, Jonio e Tirreno, tramite la già costruita Cosenza-Sibari realizzando l'importante collegamento trasversale tra l'itinerario Adriatico-Jonico e il sud.

### Nascono le diramate e le trasversali
Già a partire dal 1908 le amministrazioni comunali e i notabili del circondario taurense promossero riunioni per discutere e accelerare l'attuazione del progetto della ferrovia Gioia Tauro - Gioiosa Jonica e diramazioni; nel 1911, infine, il governo, con decreto n. 135 del 26 gennaio, approvò la costruzione della ferrovia, ma a scartamento ridotto.
Nel 1917 venne completato il primo tratto di 13 km tra Gioia Tauro, Palmi e Seminara, prolungato nel 1928 fino a Sinopoli.
Con il Regio Decreto n.2119 del 24 luglio 1919 si fu stabilita anche la costruzione del tronco Gioia Tauro - Rizziconi - Radicena (Taurianova) e poi Cittanova. Il 1º giugno 1924 venne inaugurata la linea e, in seguito, prolungata fino a Cinquefrondi. Anche questa linea fu costruita in forte ritardo rispetto al previsto e mai completata; non si realizzò pertanto il collegamento tra i due mari Ionio e Tirreno.

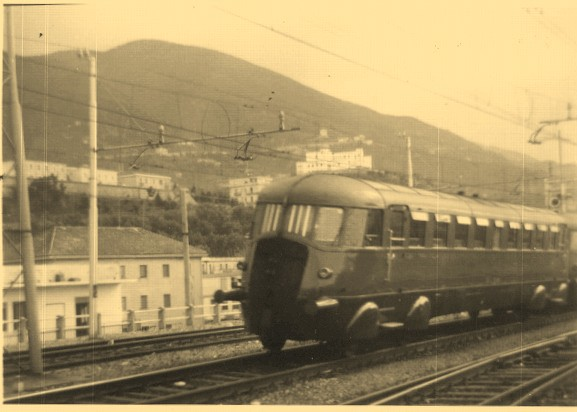
Automotrice ALn1900, proveniente da Cosenza via linea di valico a cremagliera, in arrivo alla Stazione di Paola nel 1971

Tra il 1907 e il 1911 iniziarono i lavori per la costruzione della linea Paola - Cosenza, con l'impianto a cremagliera "Strub", che a Castiglione Cosentino poi si diramava per Cosenza e per Sibari, raggiungendo la linea jonica per Metaponto e Taranto.
Alcuni anni più tardi, a Cosenza, si realizzò anche il collegamento con San Giovanni in Fiore e con Catanzaro, ma l'averli realizzati a scartamento ridotto ne limitò fortemente le prestazioni e l'utilità. Inoltre, l'ultimo tratto dopo San Giovanni in Fiore, fino a Petilia non venne mai completato e le alture della Sila non furono collegate alla ferrovia Jonica e a Crotone.
Tutto l'insieme delle scelte operate in Calabria, le trasversali a scartamento ridotto e la scelta della cremagliera per la Paola-Cosenza impedirono qualunque possibilità di integrazione ferroviaria e di interscambio tra due linee costiere Tirrenica e Jonica fino alla costruzione in tempi recenti della nuova Paola-Cosenza via Galleria Santomarco.

### Gli anni tra l'inizio del secolo e la seconda guerra mondiale (1900-1945)
Nel 1925 venne inaugurato il raccordo per il porto di Salerno, attivo fino al 2006, che si diramava dalla linea poche decine di metri prima dell'ingresso nella stazione di Salerno.
Nel 1939 venne completata l'elettrificazione fino a Reggio Calabria. I 1310 km a trazione elettrica da Milano rappresentarono al tempo un'opera di grandissimo rilievo che impegnava nell'esercizio un elevato numero di locomotive elettriche, 691 esemplari, ripartiti nei tre gruppi E.626, E.326 ed E.428.
Parallelamente, a seguito della positiva sperimentazione dei nuovissimi Apparati Centrali Elettrici sul tratto di linea Roma-Orte della linea Roma-Firenze, la Ferrovia Tirrenica fu una delle prime linee a vedere l'attivazione dei medesimi apparati in tutte le stazioni, del doppio segnalamento luminoso di protezione e partenza, dell'esercizio di Blocco mediante Blocco Elettrico Manuale e del Dirigente Centrale con ben quattro sezioni che nel 1943 divennero cinque: Agropoli, Sapri, Paola, Tropea e Reggio Calabria.

### Il secondo dopoguerra
Uscita relativamente indenne dal secondo conflitto mondiale, la ferrovia riprese il suo ruolo di dorsale, rimanendo sostanzialmente immutata nelle dotazioni tecnologiche e di mezzi. Terminata la fase emergenziale degli anni '40, i traffici aumentarono sensibilmente e l'infrastruttura iniziò a mostrare i primi limiti, essendo stata costruita e rimasta a semplice binario.
La massiccia presenza di treni derrate, nonché di sempre più treni passeggeri carichi oltre ogni limite di viaggiatori diretti al Nord in cerca di fortuna, rese evidente che non era più possibile procrastinare il potenziamento infrastrutturale che però si sarebbe concretizzato negli anni a venire.
Stante l'importanza dell'opera e la necessità di tempo per l'attuazione del progetto, fu deciso un primo intervento consistente nella creazione di numerosi posti di incrocio per aumentare quanto più possibile la capacità della linea. Fu così che tra il 1951 e il 1957 furono aperti i Posti di Movimento di Velia Scavi, Arcomagno, Belvedere Blanda, Antica Lampezia (in seguito rinominato Cetraro Porto), Coreca, Capo Suvero, Torrevecchia, Pizzo Prangi (in seguito rinominato semplicemente Prangi), Porto Salvo (in seguito rinominato Trainiti), Santa Domenica, Medma e Cava Ianculla i quali contribuirono fluidificare la circolazione, specialmente nei casi in cui i treni merci dovevano lasciare il passo ai più rapidi treni viaggiatori. Tali posti di incrocio e precedenza, eccettuati Trainiti e Santa Domenica, ebbero vita breve e furono soppressi al termine dei lavori di raddoppio.

### I raddoppi
A partire dal 1955 e fino ai tardi anni '60, si procedette al raddoppio del binario nei tratti Battipaglia-Praja, Scalea-Sant'Eufemia Diramazione e Rosarno-Villa San Giovanni, mediante il consolidamento della sede e delle gallerie esistenti, la costruzione di rettifiche di tracciato e la costruzione di viadotti e lunghe gallerie soprattutto nelle tratte tra Agropoli e Praia a Mare e tra Palmi e Villa San Giovanni.
Nel 1961 venne attivato il raddoppio del binario fra le stazioni di Gioia Tauro e di Villa San Giovanni; in tale occasione le stazioni e fermate intermedie di Taureana, Palmi, Bagnara e Favazzina vennero ricostruite con l'erezione di nuovi fabbricati viaggiatori.
Questa prima fase, conclusasi a fine anni '60, si lasciava alle spalle una linea profondamente modificata e quasi tutta a doppio binario eccettuati i tratti Praja-Scalea e Sant'Eufemia Diramazione-Rosarno, per i quali, sia per l'asperità del territorio, sia per via del progetto di una variante di tracciato, era prevista una seconda fase di lavori.
Nei primi anni '70 ebbe inizio la seconda fase di potenziamento strutturale con la costruzione di due tratte in totale variante rispetto al vecchio tracciato: la Praia-Scalea quasi interamente in nuova galleria a doppio binario, attivata alla fine del 1970 e, nel 1972, la cosiddetta direttissima tra Rosarno e Lamezia (allora Sant'Eufemia Diramazione) con innesto nel vecchio tracciato qualche chilometro prima dell'ex posto di movimento Torrevecchia e la creazione di un bivio con l'attivazione del nuovo posto di movimento Eccellente. Questo tracciato impose lo scavo di lunghe gallerie e la costruzione del lungo ed imponente Viadotto dell'Angitola. Il vecchio tracciato passante per Pizzo Calabro, Tropea e Nicotera non venne abbandonato, ma, privato dei Posti di Movimento attivati prima del raddoppio, resisi oramai inutili per via della nuova linea, rimase a semplice binario ed utilizzato per il traffico regionale o a media distanza, stante il notevole potenziale turistico.

### Il piano integrativo
Dopo quasi una decina d'anni di relativa calma, con la linea completamente raddoppiata, il Piano Integrativo degli anni '80 stanziò i fondi per nuovi lavori da compiersi tanto sulla linea principale quanto su quelle diramate.
La nuova linea ferroviaria Paola - Cosenza, di km 20,5 entrò in funzione il 31 maggio 1987 insieme alla nuova stazione di Cosenza percorrendo al posto del vecchio valico della "Crocetta", un lungo rettilineo sottostante la catena appenninica attraversata con la galleria "Santomarco" di km 15,332. La nuova ferrovia, oltre a portare beneficio per i viaggiatori e i pendolari della zona, ebbe la funzione di costituire un nuovo itinerario alternativo per i collegamenti tra Sicilia, Calabria, Puglia e Regioni adriatiche e nel complesso per quelli tra Sud e Nord.
L'intera ferrovia Battipaglia-Reggio Calabria vide il rifacimento integrale degli impianti di trazione elettrica e di sicurezza e segnalamento, con l'installazione di Apparati Centrali Elettrici ad Itinerari in luogo dei precedenti banchi elettromeccanici, l'attivazione del Blocco Automatico Banalizzato a Correnti Codificate (sulla linea principale) e del Blocco Elettrico Conta-Assi (sul breve tratto a semplice binario tra Lamezia Terme e Rosarno), il Controllo Centralizzato del Traffico, il completamento delle opere di raddoppio del binario tra le stazioni di Villa San Giovanni e Reggio Calabria e il generale impresenziamento di quasi tutti gli impianti.

### L'epoca attuale
I lavori relativi alla trasversale Lamezia-Catanzaro iniziati negli anni novanta si conclusero nel 2008 con la realizzazione di una variante e della nuova stazione di Catanzaro.
L'intera linea venne interessata da un iter progettuale di adeguamento alle esigenze derivanti dal fatto che è parte integrante del Corridoio scandinavo-mediterraneo della Rete ferroviaria convenzionale trans-europea TEN-T; è in dirittura di arrivo il quadruplicamento del tratto iniziale Salerno-Battipaglia, ma ancora incerta è la scelta dell'itinerario di potenziamento con la costruzione di importanti varianti di percorso AV/AC, a partire dalla tratta più problematica campano-lucana, attraverso il Cilento e fino alla foce del Noce-Castrocucco.
Il 12 dicembre 2010 le stazioni di Rutino, San Mauro la Bruca, San Nicola Varco e Torchiara vennero declassate a posti di movimento; contemporaneamente vennero soppresse le fermate di Cirella, Sangineto e San Nicola Arcella..
Dal novembre 2014 la stazione di Villa San Giovanni-Cannitello risulta senza traffico.
Nel mese di dicembre 2018 fu attivata la variante di linea tra Palmi e Gioia Tauro che comprende un nuovo viadotto a doppio binario sul fiume Petrace alcune centinaia di metri a sud della stazione di Gioia Tauro nella quale sono state apportate importanti variazioni del piano binari.

## Caratteristiche
La linea ferroviaria Battipaglia-Reggio Calabria venne costruita a semplice binario e a trazione a vapore. Si innestava alla preesistente linea Salerno-Battipaglia-Potenza ma divenne in breve tempo uno degli assi portanti del traffico ferroviario Nord-Sud anche in seguito all'istituzione del servizio di traghettamento dei rotabili attraverso lo stretto di Messina. Gradatamente, nel corso degli anni, venne raddoppiata nei tratti principali ed elettrificata negli anni trenta a 3000 volt a corrente continua.
Alla linea è stato collegato il Porto di Gioia Tauro, dotato di un parco ferroviario con sei fasci di binari, che consente il carico di sei treni per volta e l'inoltro sulla rete nazionale RFI di treni di container a carico completo.
Tra Battipaglia e Reggio Calabria è in funzione il blocco automatico a correnti codificate (BACC) e sull'Eccellente-Rosarno il blocco elettrico conta-assi. Entrambe le linee hanno il Comando Centralizzato del Traffico (C.T.C.).
Tra le stazioni della tratta Rosarno-Reggio Calabria si svolge anche il servizio ferroviario suburbano di Reggio Calabria.

### Percorso
La linea corre per quasi tutta la sua interezza sul litorale calabro-lucano-campano e lunghi tratti sono percorsi in galleria. A causa dell'orografia difficile nel tratto lucano e medio-campano e in quello estremo calabrese in alcuni casi i due binari non corrono paralleli ma si distaccano l'uno dall'altro con gallerie a una canna e ponti separati.
Tra Eccellente e Rosarno la linea tirrenica è stata modificata per realizzare il doppio binario e abbreviare il percorso e si dirama in due differenti tratte: la direttissima, a doppio binario, passante per Vibo Valentia e Mileto, e la linea vecchia, a binario unico, via Pizzo Calabro, Tropea e Nicotera.
Presso le invasature del Porto di Villa San Giovanni è situato l'imbarco per la Sicilia e per il proseguimento con le ferrovie Palermo-Messina e Messina-Siracusa.

#### Linea diramata per Porto di Gioia Tauro
Il 31 luglio 1996, in accordo con la direzione del porto di Gioia Tauro, fu attivata, dalla Stazione di Rosarno una vera e propria linea ferroviaria che termina nella località di San Ferdinando, ove è collocato un posto di movimento dove vengono composti e scomposti e arrivano e partono i treni container da e per il Porto. La circolazione tra quest'ultima e la linea Tirrenica viene quindi gestita come treno, diversamente da quanto accadeva quando lo stesso tratto era classificato semplicemente come "Raccordo ASI" e gestito in regime di manovra.
L'attivazione degli impianti ha richiesto in totale 6 anni ed è partita dai segnali di partenza (Circolare RC 03/2000 del 5 Aprile 2000) e protezione (Circolare RC 13/2003 dell'8 Ottobre 2003) della Stazione di Rosarno per poi spostarsi nella località terminale della linea (San Ferdinando), con l'attivazione dei suoi impianti di segnalamento e trazione elettrica (Circolare RC 31/2005 del 30 Dicembre 2005), del Blocco Elettrico conta-assi (Circolare RC 24/2006 del 12/07/2006) per concludersi con la trasformazione del tratto in linea vera e propria, gestita col Comando Centralizzato del Traffico (C.T.C.) (Circolare RC 37/2006 del 10/12/2006), e della località di servizio in posto di movimento.
Dal 7 marzo 2014 la linea rimase pressoché in abbandono a causa di un contenzioso tra le Ferrovie dello Stato e l'autorità portuale di Gioia Tauro, per il totale inutilizzo dell'infrastruttura 
e la mancata corresponsione del canone manutentivo.

### Depositi locomotive
- Deposito Locomotive di Reggio Calabria
- Deposito locomotive di Paola (declassato a Rimessa nel 1988, in seguito soppresso)
- Deposito Locomotive di Sapri (declassato a Rimessa nel 1968, in seguito soppresso)
- Rimessa di Lamezia Terme Centrale (fino al 1970, Rimessa locomotive di Sant'Eufemia-Lamezia, in seguito soppressa)

### Officine di manutenzione e riparazione
- Officine di Reggio Calabria
- Officine di Paola (soppressa)
- Officine di Sapri (soppressa)

### Grandi scali merci
- Battipaglia
- Paola
- Lamezia Terme
- Gioia Tauro (soppresso)
- Villa San Giovanni
- Reggio Calabria

### Problemi costruttivi nell'entroterra
La linea ferroviaria collega la città di Reggio Calabria, all'estremità sud della Calabria, con la città di Battipaglia seguendo un tracciato in tanti tratti a ridosso della linea di costa ed in altri penetrando profondamente nel territorio mediante lunghe gallerie. La scelta progettuale della vicinanza alla costa, fu motivata dalla estrema asprezza del territorio attraversato per cui la si scelse ove possibile essendo l'itinerario più agevole. In altri tratti essendo la costa troppo ripida o a picco sul mare vennero costruite opere d'arte come lunghe gallerie e arditi viadotti, soprattutto nei tratti lucano e campano.

## Il progetto dell'alta velocità-alta capacità
È previsto un progetto di una nuova linea collegata con la linea a monte del Vesuvio.
Gli interventi indicati nel DPEF del luglio 2004 prevedevano che il termine della linea a monte del Vesuvio, nel comune di San Valentino Torio, coincidesse al punto di partenza del progettato proseguimento tra Salerno e Battipaglia, denominato "Quadruplicamento Salerno-Battipaglia", a sua volta collegato al progetto di costruzione della nuova linea (AC) dorsale tirrenica sino a Reggio Calabria. I due progetti non ebbero immediatamente seguito, ma vennero ripresi a febbraio 2021

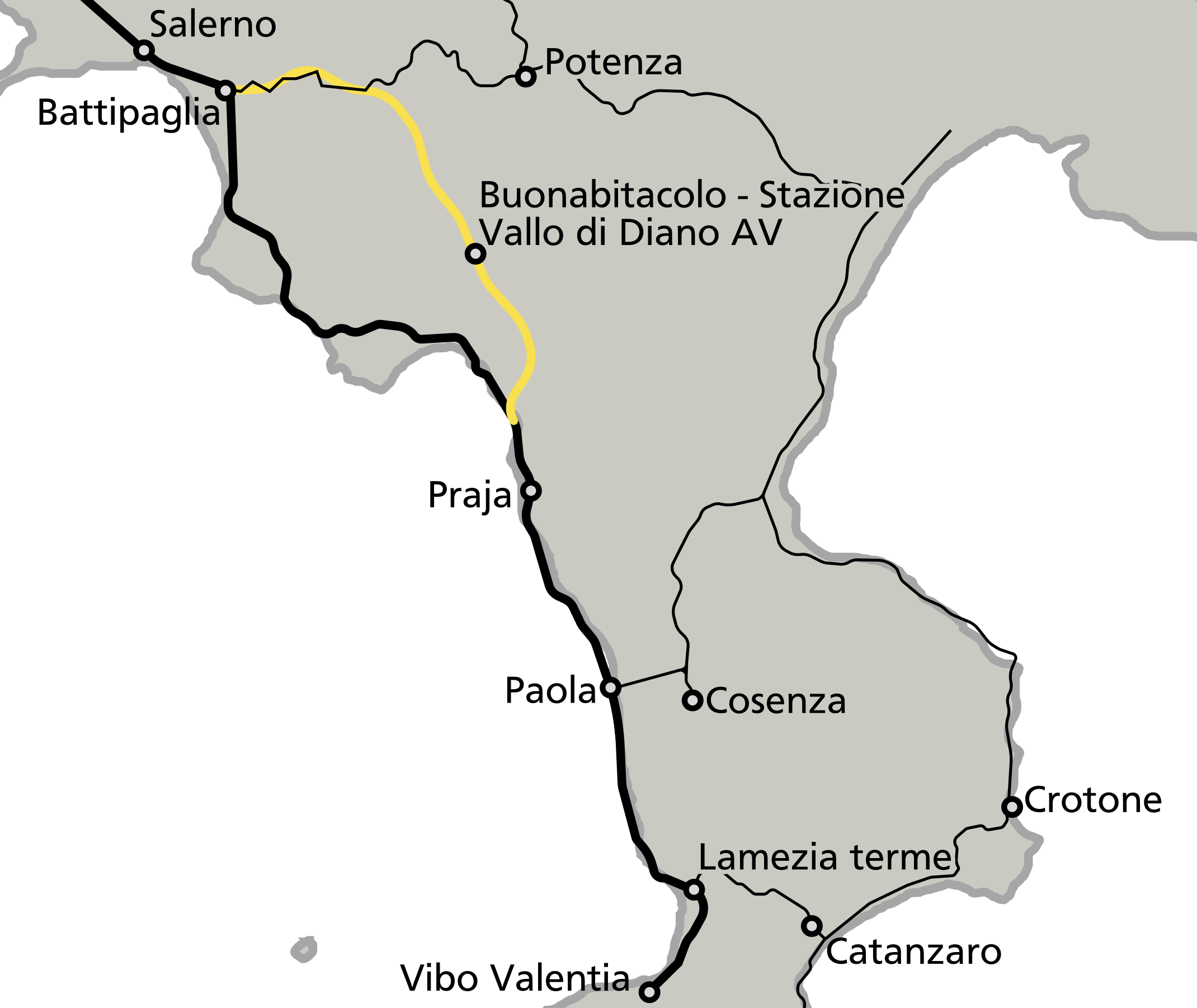
Il tracciato approssimativo (in giallo) del lotto 1 della futura linea AV

Il primo progetto prevedeva che il "Quadruplicamento Salerno-Battipaglia" avesse inizio prima del raccordo con la linea proveniente da Sarno; secondo un nuovo progetto, il "Quadruplicamento Salerno-Battipaglia" dovrebbe partire subito dopo il P.M. "Torricchio" bypassando l'attuale stazione di Salerno. Per servire la città di Salerno con l'alta velocità, nei pressi di Fisciano o Baronissi andrebbe realizzata una nuova stazione AV, come quella di Napoli Afragola, integrata con la ferrovia Salerno-Mercato San Severino, che garantirebbe continuità di collegamento con la stazione di Salerno "storica". La linea poi proseguirebbe verso sud bypassando Battipaglia, che sarebbe comunque sede di interconnessione con la Ferrovia Tirrenica Meridionale storica.
A sud di Battipaglia la nuova linea correrebbe affiancata al tracciato della ferrovia Battipaglia-Potenza-Metaponto, diramandosi poi verso sud tra Eboli e Sicignano degli Alburni, proseguendo verso il Vallo di Diano e Lagonegro parallelamente all'autostrada A2 Salerno-Reggio Calabria, seguendo approssimativamente il tracciato della ferrovia del Vallo del Diano.
Da Lagonegro, proseguendo verso Reggio Calabria, esistono due ipotesi di tracciato: la prima è il collegamento con l'attuale tirrenica meridionale, all'altezza di Praja a mare, dove sorgerebbe una nuova stazione AV di interscambio con l'attuale Ferrovia Tirrenica Meridionale; la seconda prevedrebbe un collegamento diretto fino a Tarsia attraverso un lungo tunnel sotto il Pollino. Anche nel caso di passaggio da Praja, comunque, la linea rientrerebbe verso la Piana di Sibari con ricongiungimento a Tarsia; c'è anche un'ipotesi di un "ramo" verso Sapri, ma venne scartata per ragioni tecniche. Da Tarsia la nuova linea proseguirebbe verso sud parallelamente all'autostrada A3 praticamente fino a Reggio Calabria, passando per Cosenza, Lamezia Terme, probabilmente nei pressi dell'aeroporto, Gioia Tauro e Villa San Giovanni. L'ipotesi "Tarsia" sembra meno probabile a causa dei costi elevatissimi del tracciato in galleria che presenta delle serie incognite a causa delle caratteristiche orogeologiche delle aree interessate, la quale viene confermata dalla stessa RFI a dicembre 2023 con il nuovo tratto Praja-Paola.
I sette lotti previsti e in corso di progettazione sono: 
- Salerno-Battipaglia (lotto 0) - in corso di progettazione
- Battipaglia-Praja (lotto 1) - in corso di progettazione
  - Battipaglia-Romagnano (lotto 1A) - in corso di realizzazione
  - Romagnano-Buonabitacolo (lotto 1B) - in fase autorizzativa
  - Buonabitacolo-Praja (lotto 1C) - in fase autorizzativa
- Praja-Tarsia (lotto 2) - progetto scartato
- Praja-Paola (lotto 2) - nuovo progetto in corso
- Tarsia-Cosenza (lotto 3) - non definito
- Cosenza-Lamezia Terme (lotto 4) - non definito
- Lamezia Terme-Gioia Tauro (lotto 5) - in corso di progettazione
- Gioia Tauro-Villa San Giovanni (lotto 6) - in corso di progettazione.

I lotti indicati come prioritari sono il "Quadruplicamento Salerno-Battipaglia", la Battipaglia-Lagonegro e la stazione di Praja-Ajeta-Tortora con stazione di interscambio AV a Praja.
Il 23 aprile 2021 fu annunciato che dal 26 aprile Italferr, società parte del gruppo FS, avrebbe fatto partire i rilievi geognostici del lotto 1 Battipaglia-Praja nei comuni interessati di Buccino, Sicignano degli Alburni, Battipaglia, Campagna, Eboli, Casaletto Spartano, Polla, Sala Consilina, Caggiano, Montesano sulla Marcellana, Padula, Casalbuono, Auletta, Atena Lucana, Trecchina, Maratea, Rivello, Lagonegro, Tortora e Praja a Mare. I rilievi sarebbero terminati per il mese di agosto 2021.
Dal 27 aprile 2021 iniziarono ad essere sviluppati i progetti del lotto 2 Praja-Cosenza.
L'amministratore delegato e direttrice generale di RFI affermò che la velocità di progetto sarà tra 250 e 300 km/h con un rallentamento a 160 chilometri l’ora in prossimità di Praja, i progetti di fattibilità dei primi due lotti (Battipaglia-Praia e Praia-Tarsia) dei sette complessivi della linea ad alta velocità Salerno-Reggio Calabria ultimati entro fine 2021, mentre i progetti per il resto dei lotti entro il giugno 2022.
Ad ottobre 2021 l'amministratore delegato e direttrice generale di RFI annunciò i quattro lotti prioritari: Battipaglia-Praja (lotto 1), Praja-Tarsia (lotto 2), Tarsia-Montalto (lotto 3) e Montalto-Lamezia Terme (lotto 4).
Il 25 novembre 2021 il presidente della regione Calabria chiese al ministro delle infrastrutture e della mobilità sostenibili Enrico Giovannini di inserire il lotto di Gioia Tauro. Lo stesso giorno, il ministro dichiarò che i progetti della Salerno-Reggio Calabria sarebbero stati pronti per fine anno.
Il 21 dicembre 2021 fu completato il progetto di fattibilità del lotto 1a (Battipaglia-Romagnano), parte del lotto 1, suddiviso in lotto 1b e 1c mentre il lotto 2, che è in progettazione, a giugno 2022. Nello stesso mese viene dichiarato che la stazione AV sarà nel Vallo di Diano, presumibilmente nel comune di Buonabitacolo.
Dal 1º marzo all'8 maggio 2022 si tenne il dibattito pubblico nei comuni interessati nel tratto del 1º lotto Battipaglia-Romagnano, dove gli stessi chiesero modifiche al tracciato, rispetto a quello presentato da RFI; le richieste sarebbero state valutate in conferenza di servizi entro il 16 giugno per far partire le gare e avviare i primi cantieri entro la metà del 2023.
Il 7 ottobre 2022 la regione Campania diede il via libera all’intesa Stato-Regione sulla localizzazione del lotto 1a (Battipaglia-Romagnano); per quanto riguarda i lotti 1b e 1c il dibattito pubblico fu sospeso il 10 Ottobre 2022 generando malumori locali nel Vallo di Diano.
Il 28 dicembre 2022 RFI pubblicò nella Gazzetta ufficiale dell’Unione europea la gara per la progettazione esecutiva e la realizzazione dei lavori del lotto funzionale Battipaglia-Romagnano per un valore di oltre 2,16 miliardi di euro, finanziati con risorse PNRR.
Il 12 maggio 2023 RFI bandì la gara per la progettazione esecutiva e la realizzazione dei lavori del lotto funzionale Battipaglia-Romagnano, con un valore di oltre 2 miliardi di euro, finanziati anche con risorse PNRR. Il 16 giugno successivo furono affidati i lavori del lotto 1a, Battipaglia-Romagnano.
Il 7 ottobre 2023 il Consiglio Superiore dei Lavori Pubblici si espresse sul proseguimento del progetto di fattibilità dei lotti 1b e 1c, ma con alcuni aspetti da migliorare e dal mese successivo al 18 gennaio 2024 si tenne il dibattito pubblico nei comuni interessati del tratto 1b e 1c Romagnano-Praja con conclusiva approvazione, da parte del ministero dell'ambiente e della sicurezza energetica, in data 30 agosto 2024 dei primi 9 miliardi di euro di fondi per i lotti 1b e c mentre il lotto 2 è ancora in progettazione.
Il 21 febbraio 2025 è stata avviata la talpa meccanizzata per lo scavo della galleria Saginara del lotto 1a.

## Fatti e incidenti
- Nel 1967 una mandria di bufali sconfinata sui binari nei pressi di San Nicola Varco provocò il deragliamento dell'espresso 904 e poco dopo un altro treno, l'espresso "Conca d'Oro" che giungeva in direzione opposta piombò sulle vetture del treno deragliato. Vi furono 12 morti e 74 feriti. Dopo il disastro le FS recintarono la strada ferrata[43].
- Durante la cosiddetta "rivolta di Reggio Calabria" la linea tirrenica venne presidiata dall'esercito italiano nel tratto più meridionale, tra Gioia Tauro e Villa San Giovanni, a partire dall'ottobre del 1970. Soldati armati svolgevano servizio di guardia lungo i binari e in più di un caso la paura giocò un brutto scherzo: all'avvicinarsi dei fiochi fanali dei locomotori più vecchi, nel buio fitto della notte, qualcuno dei soldati impaurito sparò e un macchinista si vide sfiorare da un proiettile che si conficcò poi nelle lamiere della cabina di guida alle sue spalle[44].
- Definito anche Strage di Gioia Tauro il deragliamento del treno direttissimo dalla Sicilia per Torino avvenuto, alle ore 17:10 del 22 luglio del 1970, poche centinaia di metri prima della stazione di Gioia Tauro. Le cause dell'incidente, mai definite chiaramente, nelle conclusioni del tribunale di Palmi vennero attribuite ad un attentato come ipotesi più probabile essendosi verificati altri analoghi episodi, per fortuna senza vittime, nel periodo dei cosiddetti "Fatti di Reggio". Il treno viaggiava a 100 km/h quando il macchinista, avvertito un forte sobbalzo della locomotiva, all'altezza dell'alto viadotto che precede la stazione, azionò il freno. La locomotiva e le prime cinque carrozze si fermarono sui binari ma le altre 12 carrozze deragliarono accatastandosi l'una sull'altra. La stazione venne devastata; il bilancio immediato fu di 6 morti e una settantina di feriti. I primi rilievi tecnici accertarono che mancava oltre un metro e mezzo di binario[45].
- Il 21 novembre 1980 alle prime luci dell'alba l'espresso 587 deragliava tra le stazioni di Curinga ed Eccellente dopo aver tamponato un gruppo di 28 carri inspiegabilmente "persi" da un treno merci che era partito poco prima da Lamezia e diretto a Villa San Giovanni. Poco dopo l'espresso 588 che viaggiava verso nord investiva le vetture deragliate provocando una ventina di morti ed un centinaio di feriti. L'incidente era avvenuto a causa di una serie di inadempienze tecniche dei macchinisti del treno merci e del mancato accertamento della coda (la garanzia di treno completo) da parte del personale di movimento della stazione di Eccellente. Il disastro si sarebbe potuto evitare se sulla linea fosse stato installato il blocco automatico[46].
- Il 15 ottobre 2004, intorno alle ore 7, il macchinista di un locomotore appartenente all'impresa lavori Ventura a causa di un malore cadde dal mezzo mentre questo era in movimento. Dalla stazione di Longobardi, la motrice senza guida percorse la linea in direzione nord per circa 170 km a velocità prossime a 100 km/h. Fu diramato l'allarme e bloccata la circolazione dei treni tentando in vari modi, ma inutilmente l'arresto del mezzo. Infine, sulla tratta in forte salita verso Rutino che fece diminuire la velocità del locomotore, fu instradato su un binario morto della stazione facendolo deragliare[47].
- Il 9 luglio 2024 presso la stazione di Centola, deragliarono 9 carri di un treno merci; l'incidente provocò danni infrastrutturali ma non causò alcun danno a persone. A seguito dell'evento fu inizialmente interrotto un binario della linea, ma per la rimozione dei carri deragliati, fu disposta l'interruzione totale della linea tra le stazioni di Battipaglia e Sapri dal 22 al 26 luglio 2024[48]. Sulla vicenda fu disposta un'inchiesta[49]